# صمغ الكثيراء

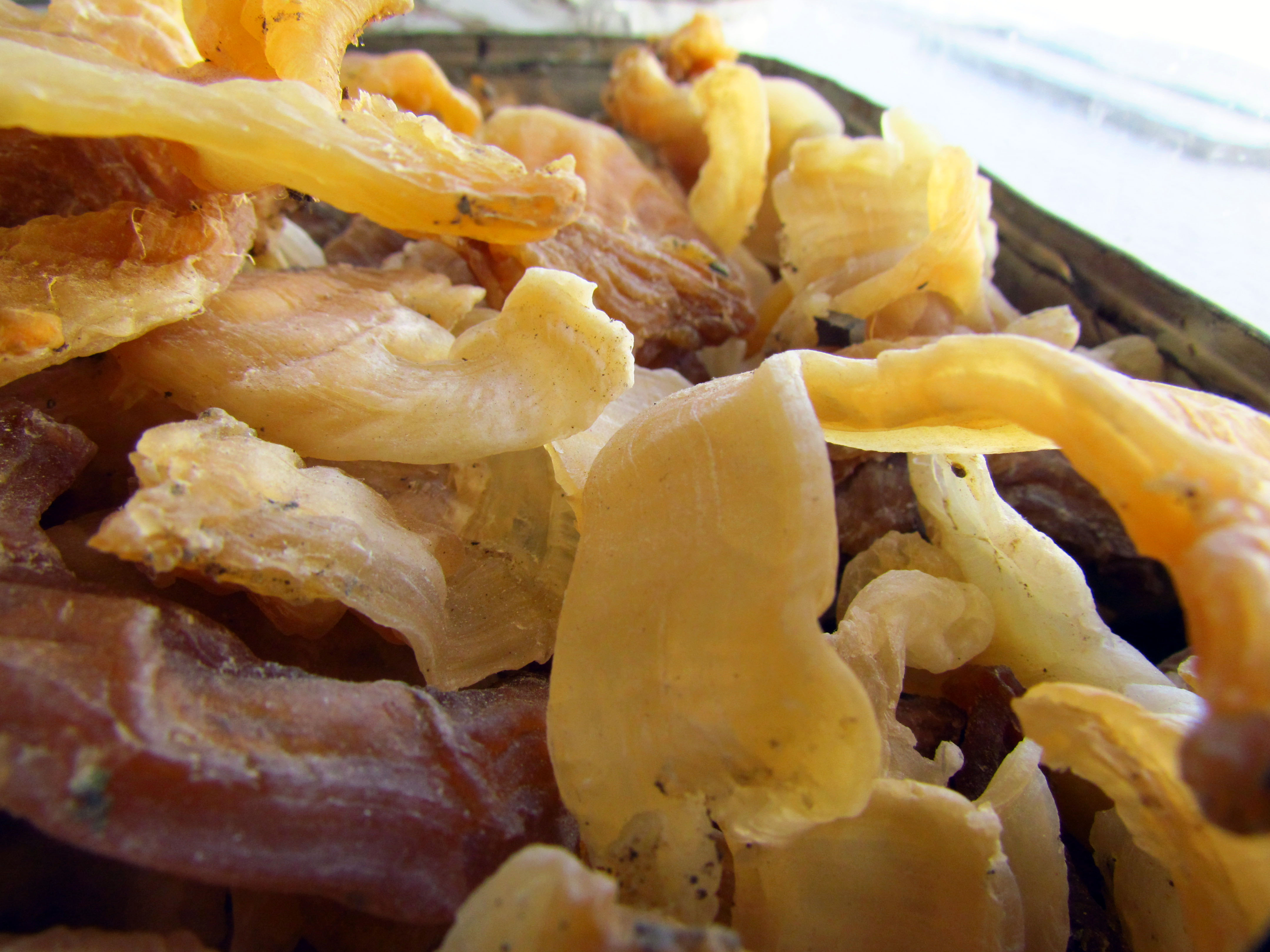
صمغ الكثيراء.

صَمغ الكُثَيْراء (بالإنجليزية: Tragacanth)‏ أو (صمغ القتَاد|Gum-tragacanth) (نقحرة: التراجكانث). هو صمغ طبيعي يتم الحصول عليه من النسغ المجفف لعدة أنواع من البقوليات الشرق الأوسط من جنس القتاد، بما في ذلك أرجيليا تتصاعد [الإنجليزية] وقتاد صمغي القتاد ذو القشرة الرقيقة [الإنجليزية] وقتاد أصغر. بعض هذه الأنواع معروفة بشكل جماعي تحت الأسماء الشائعة شوكة الماعز (Goat's Thorn) واللوكويد (Locoweed). يُطلق على الصمغ أحيانًا اسم صمغ شيراز أو صمغ إلكتريك أو صمغ التنين. الاسم مشتق من الكلمة اليونانية tragos وتعني الماعز (Goat) وكلمة akantha وتعني شوكة (Thorn). إيران هي أكبر منتج لهذا الصمغ.
صمغ الكثيراء هو عبارة عن خليط لزج عديم الرائحة والطعم، قابل للذوبان في الماء من السكريات المتعددة يتم الحصول عليه من النسغ الذي يتم تصريفه من جذر النبات وتجفيفه. يتسرب الصمغ من النبات على شكل شرائط ملتوية أو رقائق يمكن طحنها. يمتص الماء ليتحول إلى هلام، ويمكن تحريكه حتى يتحول إلى عجينة. تُعرف الكسور الرئيسية باسم التراجاكانثين (Tragacanthin)، وهو قابل للذوبان في الماء بدرجة عالية باعتباره غروانيًا مخاطيًا، والباسورين (Bassorin) المرتبط كيميائيًا، وهو أقل قابلية للذوبان ولكنه ينتفخ في الماء ليشكل هلامًا. يستخدم الصمغ في صناعة الجلود المدبوغة نباتيًا كمركب لتلميع الحواف، ويُستخدم أحيانًا كمقوي في المنسوجات. لقد تم استخدام الصمغ تاريخيا كعلاج عشبي لحالات مثل السعال والإسهال. كانت المساحيق التي تستخدم نبات القيصوم كأساس تسمى أحيانًا دياتراجاكانث [الإنجليزية]. على شكل مادة هلامية أو معجون، تم استخدامه كعلاج موضعي للحروق. يتم استخدامه في المستحضرات الصيدلانية والأغذيةكمستحلب ومكثف ومثبت ومضاف إلى الملمس (رقم E E413). إنه المادة الرابطة التقليدية المستخدمة في صناعة اللوان الباستيل للفنانين لأنه لا يلتصق بنفسه بنفس الطريقة التي تلتصق بها الصمغات الأخرى (مثل الصمغ العربي) عندما تجف. يستخدم صمغ التراجاكانث أيضًا في صنع عجينة تستخدم في نحت السكر [الإنجليزية] الزهري لإنشاء زهور واقعية على الأسلاك المستخدمة كزينة للكعك، والتي تجف في الهواء وتصبح هشة ويمكن أن تتأثر بالألوان. إنه يتيح للمستخدمين الحصول على لمسة نهائية دقيقة للغاية لعملهم. لقد تم استخدامه تقليديًا كمادة لاصقة في عملية لف السيجار المستخدمة لتأمين الغطاء أو ورقة العلم على جسم السيجار النهائي.
في الشرق الأوسط وفي تركيا على وجه الخصوص، يتم استخدام صمغ التراجكانث في صناعة الرخام الورقي لتوفير الحجم الذي تطفو عليه وتشكل الصبغات، تمامًا كما يتم استخدام الكاراجينان في الغرب أيضًا.
يستخدم صمغ التراجاكانث أيضًا في صناعة البخور باعتباره مادة رابطة تربط كل الأعشاب المطحونة معًا. إن قابليته للذوبان في الماء مثالية لسهولة العمل والانتشار المتساوي، وهو أحد أقوى أنواع الصمغ في الاحتفاظ بالجزيئات في حالة تعليق. ولا نحتاج إلا إلى نصف الكمية المطلوبة من الصمغ العربي أو ما شابهه. 

## في الغذاء
إنه شائع في المطبخ الهندي باسم "Goond Kateera" (مكتوب أيضًا باسم "Gond Katira" - (بالهندية: गोंद कतीरा)‏, (بالأردوية: گوند کتیرا)‏. كلمة Goond تعني "الغراء" أو "نسغ الشجرة" باللغة الهندية، لذا فإن ذلك يعني "نسغ شجرة كاتيرا. الطبق الشائع الذي يستخدمه هو طبق السوند (special sundh) الخاص بمطبخ جامو وكشمير.
تحتوي أقراص الاستحلاب المنثولية ماركة صديق الصياد [الإنجليزية] وباستيجلي ليون [الإنجليزية]على صمغ الكثيراء كمكون.